# Blue Team

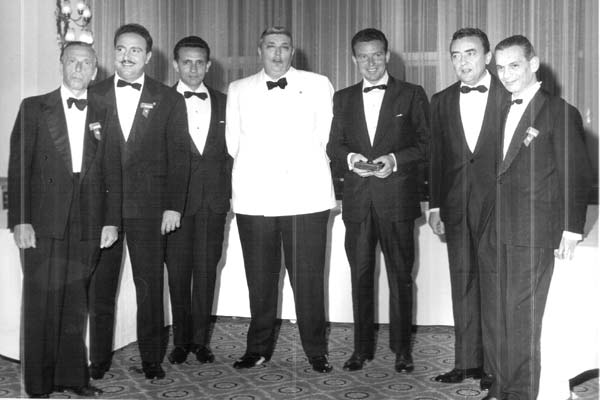
Het Blue Team tijdens de Bermuda Bowl van 1966

Het Blue Team is een Italiaans bridgeteam, opgericht door multimiljonair en bridgecoach Carl'Alberto Perroux (Modena, 1905 - 1977). Een groot deel van hun succes is te danken aan het vernieuwen van hun biedsystemen, zoals 'Romeinse klaver' en 'Napolitaanse klaver'.

## Overwinningen van het Blue Team

### Europees Kampioenschap
Het bridgeteam van Carl'Alberto Perroux is wereldkampioen geworden in 1951, 1956 en 1957.

### Bermuda Bowls
De eerste Bermuda Bowl werd gespeeld in New York. Het winnende Italiaanse team bestond uit Massimo D'Alelio, Walter Avarelli, Giorgio Belladonna, Eugenio Chiaradia, Pietro Forquet, Guglielmo Siniscalco en non-playing captain Carl'Alberto Perroux. De Amerikanen werden verslagen met 10.150 punten.
- 1957: New York, Verenigde Staten
- 1958: Como, Italië
- 1959: New York, Verenigde Staten
- 1961: Buenos Aires, Argentinië
- 1962: New York, Verenigde Staten
- 1963: St. Vincent, Italië
- 1965: Buenos Aires, Argentinië
- 1966: St. Vincent, Italië
- 1967: Miami Beach, Verenigde Staten
- 1969: Rio de Janeiro, Brazilië
- 1973: Guarujá, Brazilië
- 1974: Venetië, Italië
- 1975: Southampton, Bermuda

In 1975 zijn voor het eerst bidding boxes en schermen gebruikt. Na het overlijden van Perroux heeft het Blue Team het toernooi nog eenmaal in 2005 gewonnen.

### Wereld Team Olympiade
- 1964: New York, Verenigde Staten
- 1968: Deauville, Frankrijk
- 1972: Miami Beach, Verenigde Staten